# Krzysztof Tyszkiewicz (scenograf)
Krzysztof Tyszkiewicz (ur. 5 września 1946 we Wrocławiu, zm. 19 czerwca 2005 w Krakowie) – polski scenograf teatralny i filmowy, przez wiele lat związany z Piwnicą pod Baranami.

## Scenografia
- Dulscy (1975)
- Bestia (1978, współpraca scenograficzna)
- Fort 13 (1984)
- Dotańczyć mroku (1986)
- Prekursor (1988)
- Idź (1989)
- Drzewa (1995)
- Ze snu sen (1998)

## Kostiumy
- Piętno (1983)
- Na krawędzi nocy (1983)
- Zabicie ciotki (1984)
- Fort 13 (1984)
- Na srebrnym globie (1987)
- Drzewa (1995)
- Ze snu sen (1998)